# Байкал (Новосибирская область)
Байка́л — деревня в Болотнинском районе Новосибирской области России. Административный центр Байкальского сельсовета.

## География
Деревня расположена в западной части Болотнинского района. Абсолютная высота — 162 м над уровнем моря. Площадь деревни — 194 гектара.

## Население
| 2002 | 2007 | 2010 |
| ---- | ---- | ---- |
| 587  | ↘549 | ↘546 |

## Инфраструктура
В деревне по данным на 2007 год функционируют 1 учреждение здравоохранения, 1 образовательное учреждение.